# Nansenia ardesiaca
Nansenia ardesiaca is een straalvinnige vissensoort uit de familie van kleinbekken (Microstomatidae). De wetenschappelijke naam van de soort is voor het eerst geldig gepubliceerd in 1914 door Jordan & Thompson.